# العلاقات الأندورية المولدوفية
العلاقات الأندورية المولدوفية هي العلاقات الثنائية التي تجمع بين أندورا ومولدوفا.

## مقارنة بين البلدين
هذه مقارنة عامة ومرجعية للدولتين:
| وجه المقارنة                                              | أندورا                                                     | مولدوفا                           |
| --------------------------------------------------------- | ---------------------------------------------------------- | --------------------------------- |
| المساحة (كم2)                                             | 468                                                        | 33.85 ألف                         |
| عدد السكان (نسمة)                                         | 76.18 ألف                                                  | 2.55 مليون                        |
| الكثافة السكانية (ن./كم²)                                 | 16.28 ألف                                                  | 75.33                             |
| العاصمة                                                   | أندورا لا فيلا                                             | كيشيناو                           |
| اللغة الرسمية                                             | اللغة الكتالونية                                           | اللغة المولدوفية، اللغة الرومانية |
| العملة                                                    | يورو                                                       | ليو مولدوفي                       |
| الناتج المحلي الإجمالي (بليون دولار)                      | 3.01 مليار                                                 | 8.13 مليار                        |
| الناتج المحلي الإجمالي (تعادل القوة الشرائية) بليون دولار |                                                            | 17.94 مليار                       |
| الناتج المحلي الإجمالي الاسمي للفرد دولار أمريكي          |                                                            | 3.65 ألف                          |
| الناتج المحلي الإجمالي للفرد دولار أمريكي                 |                                                            | 4.98 ألف                          |
| مؤشر التنمية البشرية                                      | 0.858                                                      | 0.693                             |
| رمز المكالمات الدولي                                      | +376                                                       | +373                              |
| رمز الإنترنت                                              | .ad                                                        | .md                               |
| المنطقة الزمنية                                           | ت ع م+01:00، توقيت وسط أوروبا، ت ع م+02:00، أوروبا/أندورا ‏ | ت ع م+02:00، ت ع م+03:00          |

## منظمات دولية مشتركة
يشترك البلدان في عضوية مجموعة من المنظمات الدولية، منها:
| علم المنظمة | اسم المنظمة                    | تاريخ انضمام أندورا | تاريخ انضمام مولدوفا |
| ----------- | ------------------------------ | ------------------- | -------------------- |
|             | الاتحاد الدولي للاتصالات       | 12 نوفمبر 1993      | 20 أكتوبر 1992       |
|             | منظمة حظر الأسلحة الكيميائية   | ?                   | ?                    |
|             | يونسكو                         | 20 أكتوبر 1993      | 27 مايو 1992         |
|             | مجلس أوروبا                    | ?                   | ?                    |
|             | الأمم المتحدة                  | 28 يوليو 1993       | 2 مارس 1992          |
|             | منظمة الشرطة الجنائية الدولية  | ?                   | ?                    |
|             | منظمة الأمن والتعاون في أوروبا | 25 أبريل 1996       | 30 يناير 1992        |

## وصلات خارجية
- موقع وزارة الخارجية الأندورية
- موقع وزارة الخارجية المولدوفية